# Ramos (Tarlac)
Ramos (Bayan ng Ramos - Municipality of Ramos) es un municipio filipino de quinta categoría, situado en la parte central de la isla de Luzón. Forma parte del Primer Distrito Electoral de la provincia de Tarlac situada en la Región Administrativa de Luzón Central, también denominada Región III.

## Geografía
Municipio situado el nordeste de la provincia, limítrofe con la de Nueva Écija, a 28.6 km de la ciudad de Tarlac. 
Su término linda al norte con el municipio de Anao  (10 km); al sur con el de Pura (5.1 km); al este con la mencionada provincia de Nueva Écija, municipios de Nampicuán (10.5 km) y de San Juan de Guimba (23.1 km); y al este con los de  de Paniqui (7.1 km) y de Gerona (10.9 km)

### Barangays
El municipio  de Ramos se divide, a los efectos administrativos, en 12 barangayes o barrios, conforme a la siguiente relación:
| - Coral-Iloco - Guiteb | - Ponce - Centro de la Población | - Norte de la Población - Sur de la Población | - San Juan - San Raymundo - Toledo |  |

## Historia

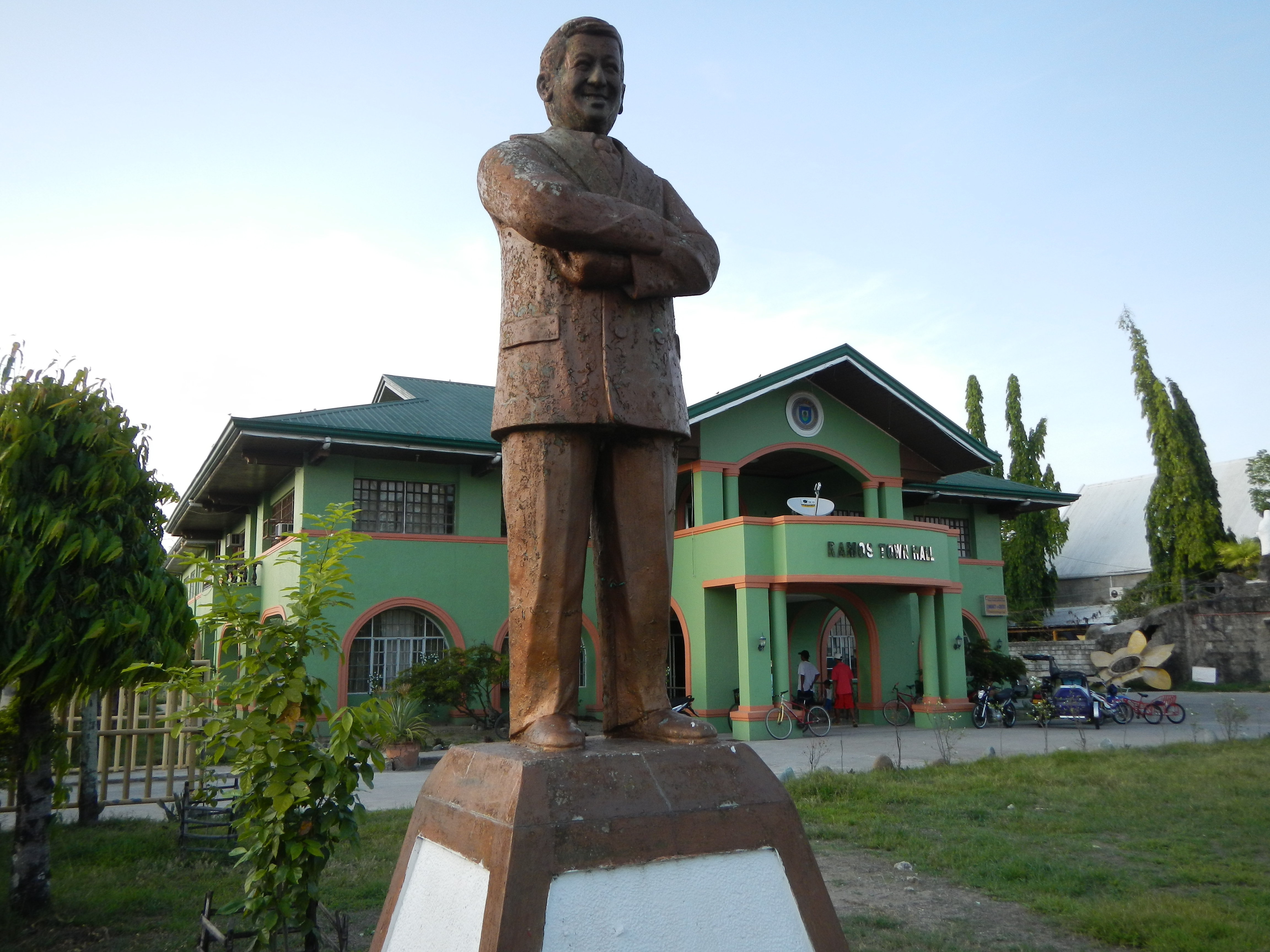
Casas Consistoriales

Barrio del Municipio de Paniqui conocida como Bani,  nombre de un árbol con propiedades medicinales que abunda en este lugar.
En 1919, durante la ocupación estadounidense de Filipinas, se convirtió oficialmente en el municipio de  Ramos, renombrado en memoria de su benefactor  Alfonso Ramos, promotor de la segregación.

## Patrimonio
- Iglesia parroquial católica bajo la advocación de Santa Teresita del Niño Jesús,  data del año 1952. (Shrine of Saint Therese of the Child Jesus )

Sede de la Vicaría de Santa Catalina de Alejandría, perteneciente a la Diócesis de Tarlac en la provincia Eclesiástica de San Fernando.